# قصر صفينة
قصر صفينة (قصر الخنساء)، يقع في محافظة المهد بالمدينة المنورة.

## تفاصيل عن القصر
- يتكون القصر من 60 إلى 80 بيتًا تقريبًا.
- يحيط بالقصر سور لغرض المراقبة والحماية.
- مداخل القصر قليلة جدًا لا تتجاوز 4 مداخل حوله سور مبني من الطين والحجر.
- يضم بيوتًا وقلاعًا بينها ممرات.
- ظل القصر مهجورًا لـ 60 سنة.
- يوجد في الجهة الجنوبية مسجد السدرة.
- يحتوي على ثلاثة دكاكين تقريبًا.[1]

يعتبر القصر متكاملً من جميع النواحي حيث كان يسكن فيه أهل صفينة و هو مازال علي حاله.